# 2MASS J16072382-2211018
2MASS J16072382-2211018 ist ein Brauner Zwerg im Sternbild Skorpion. Er wurde 2008 von Nicolas Lodieu et al. entdeckt.
Er gehört der Spektralklasse L1 an. Seine Position verschiebt sich aufgrund seiner Eigenbewegung jährlich um 0,033 Bogensekunden. 